# Цзи Чэн (велогонщик)
Цзи Чэн  (кит. упр. 计成, пиньинь Ji Cheng; род. 15 июля 1987, Харбин, Китай) — китайский профессиональный шоссейный велогонщик, выступающий за команду Team Giant-Shimano. Первый китайский спортсмен, принявший участие в Тур де Франс.

## Карьера
В школе Цзи Чэн занимался бегом, однако вскоре увлекся трековым велоспортом, а после и шоссейным. В 2006 году китайский велогонщик подписал свой первый профессиональный контракт с командой Purapharm.
Через год Цзи Чэн перешёл в голландскую команду Skil-Shimano. В 2012 году он стал первым китайским гонщиком стартовавшим на гранд-туре. Этой гонкой стала Вуэльта Испании. По итогам 19 этапа Вуэльты китаец получил номер самого агрессивного гонщика, а в генеральной классификации по итогам гонки занял 175 место.
В мае 2013 года китаец стартовал на Джиро д'Италия.
В 2014 году Цзи Чэн стал первым китайским велогонщиком стартовавшим на Тур де Франс. Несмотря на сложную погоду с частыми дождями во время гонки, спортсмен смог завершить Большую Петлю на последнем месте в генеральной классификации, в результате чего ему достался лантерн руж.